# UMlalazi
uMlalazi es un municipio local sudafricano situado en el distrito de King Cetshwayo, en la provincia de KwaZulu-Natal.

## Superficie
uMlalazi tiene una superficie de 2214 km².

## Demografía
En 2022, tenía 241 416 habitantes, una densidad poblacional de 109 hab./km², y 45 119 viviendas.